# Cser-tövisescincér
A cser-tövisescincér (Rhagium mordax) a rovarok (Insecta) osztályának bogarak (Coleoptera) rendjébe, ezen belül a mindenevő bogarak (Polyphaga) alrendjébe és a cincérfélék (Cerambycidae) családjába tartozó faj.

## Előfordulása
A cser-tövisescincér Európa legnagyobb részén előfordul.

## Változatai
- Rhagium mordax var. altajense Plavilstshikov, 1915
- Rhagium mordax var. klenkai Heyrovský, 1914
- Rhagium mordax var. mediofasciatum Plavilstshikov, 1936
- Rhagium mordax var. morvandicum Pic, 1927
- Rhagium mordax var. subdilatatum Pic, 1917

## Megjelenése
Ez a cincérféle 13-22 milliméter hosszú. Testének színe középbarna és sötétszürke között változik. A szárnyfedők foltokban sűrűn szőrösek, rajtuk középen két sárgásvörös harántcsík húzódik. Csápja rövid. Halántéka hosszú, hátul erősen befűzött.

## Életmódja
A cser-tövisescincér hegyvidéki lomberdők lakója, ritkán fenyvesekben is megtalálható.

## Szaporodása
A nőstények tölgyek és bükkök meglazult kérge alá rakják petéiket. Két évig tartó lárvaállapot után az állatok apró fatörmelékek felhasználásával bábbölcsőt készítenek. A bebábozódásra nyáron kerül sor. A bogarak ősszel bújnak ki a bábból, de csak a következő tavasszal jelennek meg a fákon. A meleg nappali órákban virágokra szállnak, és ott virágport és kis virágrészeket fogyasztanak. Mivel a lárvák kizárólag a kéreg alatt élnek, aknaszerű járatokban, és az élő fatestbe nem hatolnak be, kárt nem okoznak.

## Rokon fajok
- Fenyves-tövisescincér (Rhagium inquisitor) (Linnaeus, 1758)
- Tölgyes-tövisescincér (Rhagium sycophanta) (Schrank, 1781)